# Понятув (Пйотрковський повіт)
Понятув (пол. Poniatów) — село в Польщі, у гміні Сулеюв Пйотрковського повіту Лодзинського воєводства.
Населення — 900 осіб (2011).
У 1975-1998 роках село належало до Пйотрковського воєводства.

## Демографія
Демографічна структура станом на 31 березня 2011 року:
|          | Загалом | Допрацездатний вік | Працездатний вік | Постпрацездатний вік |
| -------- | ------- | ------------------ | ---------------- | -------------------- |
| Чоловіки | 435     | 105                | 293              | 37                   |
| Жінки    | 465     | 95                 | 275              | 95                   |
| Разом    | 900     | 200                | 568              | 132                  |